# 공 (밴드)
공(영어: Gong, 문화어: 공그)은 다국적 사이키델릭 록 밴드로 재즈와 스페이스록을 뒤섞은 음악을 주로 하였다. 호주의 뮤지션 데이빗 앨런이 다수의 프랑스 뮤지션들과 함께 프랑스에서 결성했다.

## 역사

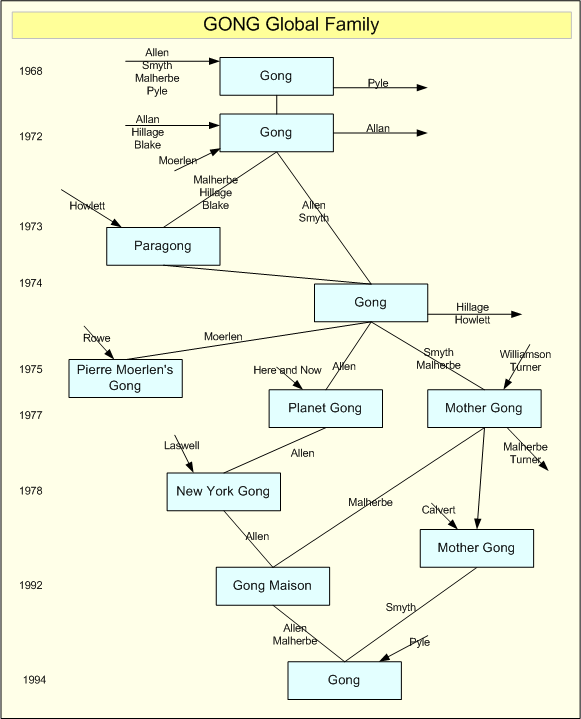
밴드의 패밀리 트리

보컬과 기타를 맡은 데이빗 앨런은 소프트 머쉰의 창립멤버중 한명이었다. 그는 이 시기에 소소한 녹음 몇개를 남긴 상태였고 시집을 하나 냈었다. 소프트 머쉰이 프랑스에서 녹음하고 돌아가는 길에 데이빗만이 마약 혐의로 입국 거부를 당해 프랑스에 남게 되었다. 또다른 보컬 길리 스미스 역시 시집을 하나 난 영어교사였는데 그들은 공연장에서 우연히 만나 La Vieille Grille에서 잼세션을 시작했다. 68혁명때 데이빗은 좌파 영화에 참여했다는 이유로, 길리 역시 좌파라는 이유로 둘 다 수배되었고 그들은 스페인으로 도망쳤다. 친구들의 수감소식이나 구타소식을 듣고 상처받은 그들은 그 흔적을 이후 앨범 'Banana moon'에 남기기도 했다.
그들은 친구 제롬 Jerome La Perrousaz의 영화음악 'Continental Circus'의 비용을 먼저 받았고, BYG레코드의 지원을 받아 밴드 공을 결성했다. 공은 데이빗이 좋아했던 발리의 타악기 이름이었다. 이 시기 공 명의로 데뷔작 'magik brother mystic sister'과 영화음악 'Continental Circus'를 녹음했고 데이빗 앨런의 명의로 소프트 머쉰의 친구들이 참여해준 'Banana moon'을 녹음한다.
공의 음악이 본격적으로 드러난 2집 Camembert Electrique는 데이빗이 만들어낸 공 신화의 단초를 드러낸 것인데 66년 이후 데이빗이 막연하게 가져오던 이미지들을 구상화시킨 것이다. 앨범에서 그는 프랑스 경찰을 욕하기도 하고 마약 반대를 노래하기도 했다. 케빈 에이어즈, 챨스 헤이워드와 함께 글레스톤베리에서 함께 연주하기도 한다.

### 라디오 놈 3부작

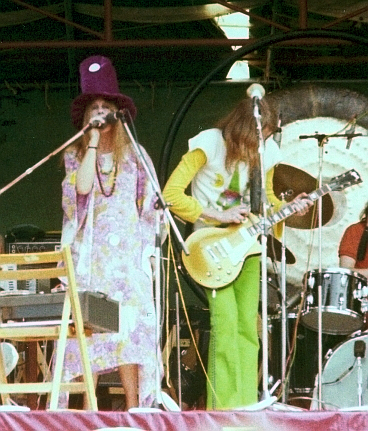
길리 스미스와 데이빗 앨런, 1974년 하이드 파크에서

멤버를 재정비한 공은 'Flying Teapot'을 공개한다. 여기서 행성 공의 이야기가 본격적으로 전개된다. 당시 데이빗과 길리가 마약문제로 잠시 밴드를 떠나기도 했었고 그 시기에는 파라공Paragong이라는 이름으로 활동한다. 이후 밴드를 이끌게 되는 삐에르 뫼를랑이 이 시기에 공에 가입했다.
데이빗과 길리가 돌아온 다음 공은 3부작의 두번째인 'Angel's Egg'를 녹음한다. 재킷 디자인은 신회의 주인공 제로가 육체에서 이탈해 7개의 천국을 지나 달의 여신 셀레네에게 가는 것을 표현한 것인데 이것이 논쟁거리를 만들어서 초기 발매본에는 스티커를 붙이고 나온 경우도 있었다. 당시 록밴드에서 여성 멤버는 백보컬 정도가 고작이었는데 공에서 길리가 한 역할은 무척 큰 것이었다. 그녀는 목소리로 어머니, 마녀, 매춘부, 노파 등 수없이 변했다. 공은 호주인 하나, 영국인 둘, 웨일즈 여인, 프랑스인 셋 그리고 피지에서 자란 영국인 하나 이렇게 모인 다국적 밴드였다.
'You'를 녹음하고 다녔던 공연에서 앨런은 몸이 경직되는 경험을 한 뒤 밴드를 떠나게 된다. 길리기 먼저 가있던 스페인의 데야로 가서 그들은 공과 별도의 활동을 시작했다.

### 해체
데이빗은 스페인으로 건너가 버진과 계약을 하고 마요르카의 밴드 에우테르페 euterpe와 함께 앨범 'Good Morning'을 발매한다. 다음 앨범 'Happiest Days'는 에우테르페의 멤버 둘과 까딸루냐 출신 뮤지션들의 도움을 얻어 완성하였다. 길리 역시 솔로작 'Mother'를 만든다.
77년 파리에서 공의 일시적 재결성 공연을 가졌으며 이것은 'Gong est Mort'로 발매되었다.
데이빗은 곧이어 밴드 히어앤나우 Here and Now와 작업을 하는데 이것은 펑크라는 새로운 조류를 따라간 것이다. 여기저기서 무료 공연을 벌이곤 했으며 공의 Floating Anarchy 라이브에도 참여하였다.

### 뉴욕 공
데이빗은 길리를 떠나 미국으로 건너간다. n'existepas라는 프리재즈, 아트락, 블루그래스 밴조와 백파이프 연주가 혼재되어있던 78년 앨범을 낸 직후이다. 그리고 거기서 뉴욕 공을 결성한다. 그는 이 때 녹음한 것을 솔로 공연인 divided alien playback band라는 쇼에서 배경음악으로 사용한다. UCLA에서의 공연이 기록으로 남아있다.

### 마더 공
데이빗이 미국에 있을동안 길리는 마더 공과 함께 'Mother' 공연을 하다가 친해진 해리 윌리엄슨에게 곡을 부탁했고 그 결과물인 Fairy Tales를 마더 공의 이름으로 공개한다. 해리는 닉 터너의(호크윈드)의 스핑크스라는 밴드에 있던 인물로 해리의 감상적 기타 사운드와 키보드 연주는 길리의 가사와 잘 맞았고 이런 궁합은 개인적 궁합으로 이어져 이 둘은 80년에 결혼한다.
길리에게서 보이던 페미니스트적 경향, 평화, 인간애, 반군사주의 등은 이후 마더 공이 내놓은 Robot Woman 3부작에 더 강화되어 나타난다. 여자 로봇인 베타는 고장이 났는데 수리공 쿰퀵에 의해 가사에서 해방되어 여러 모험을 겪는다는 이야기이다. 길리의 두 아들과 해리의 딸은 그들과 함께 투어를 다닌다. 로봇 여인의 공연에서 그들은 꽤 의미있는 결과를 거두었다.
82년에 길리와 해리는 핵전쟁에 대한 두려움으로 호주로 이민갔다. 해리는 멜버른에서 사운드 엔지니어로 웨스트 사이드 스토리나 사운드 오브 뮤직 등에 참여했으며 종종 인도네시아 밴드의 녹음을 도와주기도 했다. 이 때 녹음한 것들이 길리와 tom the street poet의 living on the brink, 길리, 데이빗, tom, carmel bird등이 참여한 street poets vol 1&2 외에도 여러장 있는데 이중 robot woman 3에 참여했던 silly symphony의 walkabout은 아주 신랄한 풍자가 담긴 음반이다.
86년 7월에 해리와 몇몇 뮤지션들이 파산한 스튜디오를 사서 리치몬드 스튜디오를 만든다. 그리고 부대 장비를 더 구해서 음반 제작 설비를 갖추게 된다.

### 삐에르 뫼를랑의 공

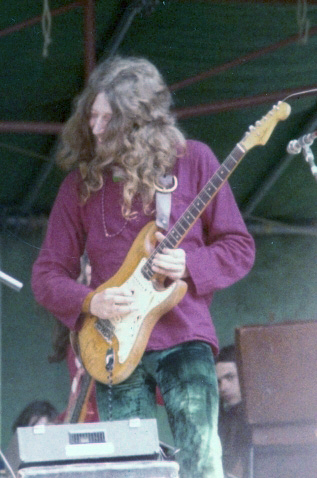
스티브 힐리지, 1974년 하이드 파크